# Pipungerne - Prinsessen og vagten
|  | Denne artikel er oprettet af botten Steenthbot ud fra en ekstern database. Den kan derfor have sproglige fejl eller mangler. Denne skabelon kan fjernes efter kontrol af indholdet. |

Pipungerne - Prinsessen og vagten er en dansk animationsfilm fra 2009 instrueret af Tone Tarding og efter manuskript af Jan Vierth.

## Handling
Sille leger prinsesse og vil ikke forstyrres. Saxe holder vagt ved slottet, men en flok myrer er ikke til at styre, de kilder Saxe og stikker af med prinsessekronen.